# Typhaea decipiens
Typhaea decipiens is een keversoort uit de familie boomzwamkevers (Mycetophagidae). De wetenschappelijke naam van de soort werd in 1989 gepubliceerd door Gustav Adolf Lohse.